# 楠原彰
楠原 彰（くすはら あきら、1938年5月19日 - ）は、日本の教育学者。國學院大學名誉教授。

## 人物
新潟県出身。1962年新潟大学教育学部卒。東京大学大学院に進学するが、アフリカ諸国を訪問してフィールドワークを続け、当地の住民と共に暮らす。大学院修了後に、國學院大學の教員となる。2009年3月まで國學院大學文学部教授を務める。
1963年より、日本国内で、当時の南アフリカ政府の人種差別政策であるアパルトヘイトに反対し、アンゴラ・モザンビーク・ギニアビサウ・ジンバブエ・ナミビアの独立闘争に目をむけ、アフリカの諸市民との連帯への取り組みの動きである「反アパルトヘイト運動」が発生するが、楠原は1964年ごろより参加している。1969年のアフリカ行動委員会結成、1994年のネルソン・マンデラ南アフリカ大統領就任の直後まで、日本の反アパルトヘイト運動は持続することとなる。楠原は、「部族対立」などの取り上げ方をするアフリカ蔑視の日本のマスコミの姿勢を痛烈に批判する。また、アフリカに否定的な飢餓キャンペーンを危惧し、アフリカの住民の自助努力に目を向けるよう働きかける。日本における「反アパルトヘイト運動」の論客となり、講演の依頼が殺到する。
また、ブラジルの教育学者のパウロ・フレイレの『被抑圧者の教育学』を、國學院大學の里見実と共に訳書として出版し、日本の教育学界に紹介する。教師からの「伝達」でなく、「対話」を重視する教育を、強調している。
日本の子どもを取り巻く教育環境にも、議論を提起している。地球上での南北問題を視野に置いた「国際理解」を大切にした教育を重視する。タイ・インドなどアジア各地へのフィールドワーク活動や日本国内の森林の植林活動に、日本の若者と共にたずさわっている。また、日本ボランティア学会で、運営委員の役職につくが、日本の教育行政の奉仕活動義務化に、「ボランティアは義務化されるものではない」として、反対の立場をとる。

## 主な著作
- 『自立と共存』亜紀書房、1976年。
- 『アフリカは遠いか』すずさわ書店、1981年。ISBN 9784795405080。
- 『アフリカの飢えとアパルトヘイト』亜紀書房、1985年。ISBN 978-4750585086。
- 『アパルトヘイトと日本』亜紀書房、1988年。
- 『南と北の子どもたち』亜紀書房、1993年。ISBN 4-7505-9123-8。
- 『世界と出会う子ども・若者たち』国土社、1995年。ISBN 978-4337656031。
- 『セカイをよこせ！－子ども・若者とともに』太郎次郎社、1999年。ISBN 978-4811806518。